# Hans-Heinrich Voigt

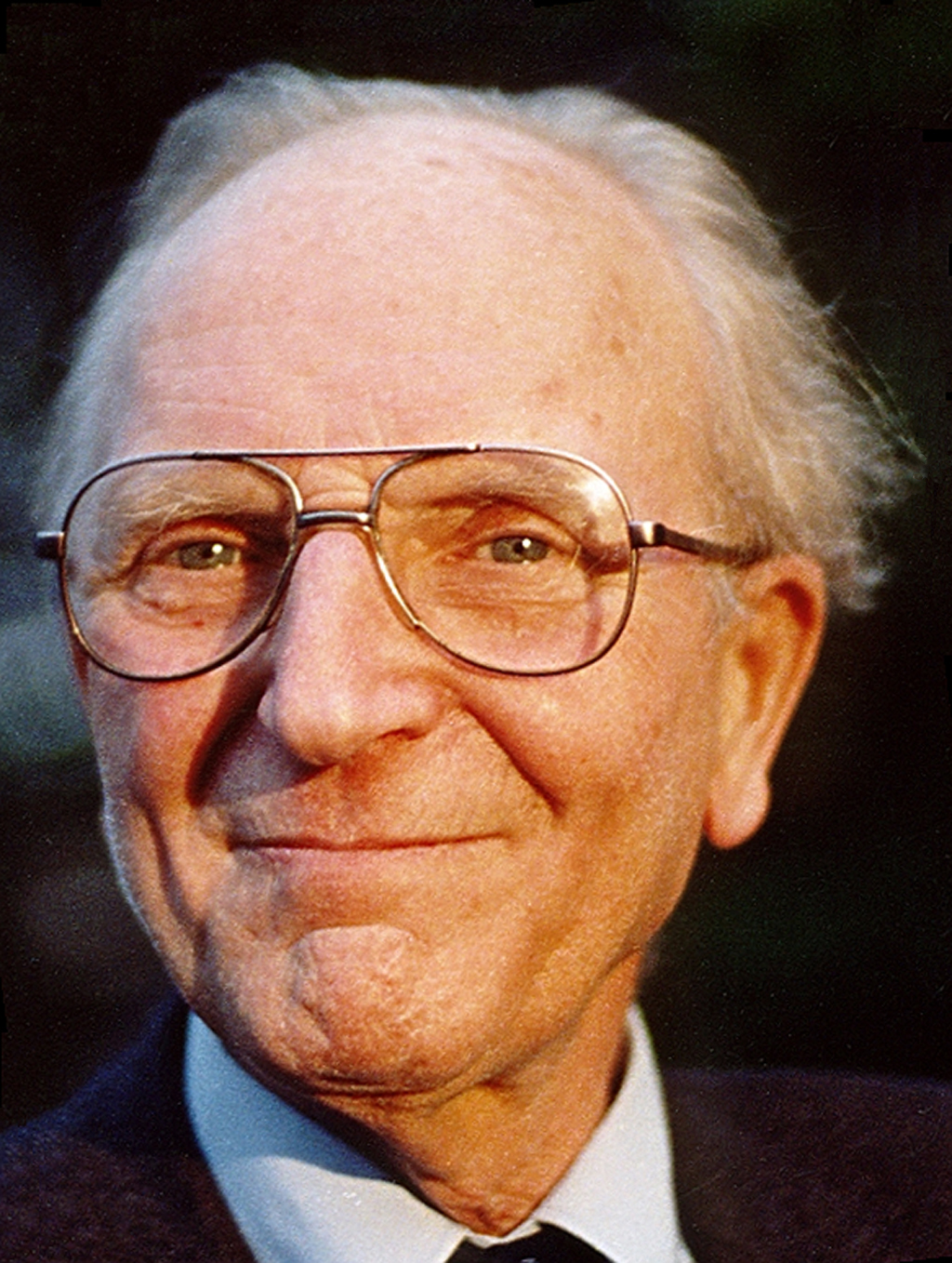
Hans-Heinrich Voigt, 1993

Hans-Heinrich Voigt (* 18. April 1921 in Eitzendorf (Hilgermissen) bei Hoya; † 17. November 2017 in Göttingen) war ein deutscher Astronom, Lehrstuhlinhaber und Leiter der Universitäts-Sternwarte Göttingen.

## Leben
Hans-Heinrich Voigt war der Sohn von Thea Voigt, geborene Zietz, und des evangelischen Eitzendorfer Pfarrers Wilhelm Voigt. Die Familie zog über Bethel nach Celle, wo Hans-Heinrich Voigt 1939 am Ernestinum das Abitur machte und dann in Göttingen Mathematik, Physik und Astronomie studierte, unterbrochen vom Wehrdienst 1941 bis 1945. Er wurde 1949 in Göttingen mit einer Dissertation über Magnesiumlinien im Sonnenspektrum (Betreuer: Paul ten Bruggencate) im Fach Astronomie zum Dr. rer. nat. promoviert. Er erhielt von 1949 bis 1951 ein Stipendium der Deutschen Forschungsgemeinschaft und war Forschungsassistent in Kiel bei Albrecht Unsöld. Dann war er als Research Associate am Lick-Observatorium in Kalifornien (1951/1952) und von 1953 bis 1958 als Assistent an der Universitäts-Sternwarte in Göttingen tätig. 1956 habilitierte er sich in Göttingen und wurde Privatdozent. Ab 1958 war er zunächst Observator, ab 1959 Wissenschaftlicher Rat und ab 1962 Hauptobservator an der Sternwarte in Hamburg-Bergedorf bei Otto Heckmann. Im Jahr 1963 wurde er ordentlicher Professor für Astronomie in Göttingen und Leiter der Universitätssternwarte Göttingen. 1986 erfolgte seine Emeritierung.
Von 1968 bis 1971 war er Prorektor, Rektor (1969/1970) und Konrektor der Universität Göttingen. 1973 bis 1976 war er Präsident der Astronomischen Gesellschaft, danach Vorstandsmitglied. 1964 bis 1977 war er Präsident der kurz zuvor gegründeten Gauß-Gesellschaft und 1987 bis 2001 deren Geschäftsführer (Carl Friedrich Gauß war erster Leiter der Universitätssternwarte in Göttingen und Voigt dessen siebter Nachfolger.). In dieser Funktion organisierte er viele der Gauß-Feierlichkeiten und Ausstellungen zu seinem 200. Geburtstag 1977. Voigt war zudem Mitglied der International Astronomical Union.
Er arbeitete zur Sonnenphysik, unter anderem über die Sonnenatmosphäre, und baute die Außenobservatorien in Locarno (1960) und Teneriffa (Observatorio del Teide) mit auf, wohin das Locarner Teleskop 1985 wechselte. Beginnend 1953 bis 1968 schrieb er zahlreiche Berichte für den Astronomischen Jahresbericht. Er war Mitherausgeber des Fischer Lexikon(s) Astronomie und ist Verfasser des bekannten Lehrbuchs Abriß der Astronomie.
Er war ab 1967 ordentliches Mitglied der Göttinger Akademie der Wissenschaften, 1976 deren Vizepräsident und von 1978 bis 1979 deren Präsident. 1974 wurde er als Mitglied in die Leopoldina in Halle gewählt. 1993 erhielt er die Carl-Friedrich-Gauß-Medaille. Seit 1994 ist er korrespondierendes Mitglied der Braunschweigischen Wissenschaftlichen Gesellschaft.
Zwischen 1965 und 1991 gab er die sieben Astronomie-Bände von Landolt-Börnstein. Zahlenwerte und Funktionen aus Naturwissenschaft und Technik. Neue Serie, Gruppe VI heraus
(J. Springer-Verlag). Er gab 1991 und 1992 in drei Bänden die „Gesammelten Werke“ von Karl Schwarzschild heraus.
Der 1988 entdeckte Asteroid (4378) Voigt ist nach ihm benannt.
Hans-Heinrich Vogt war evangelisch, Rotarier, von 1949 bis zu ihrem Tod 1979 mit Margarete Voigt, geborene Moericke, verheiratet und hatte mit ihr die Kinder Barbara und Christiane.

## Schriften
- Dämpfung und Mitte-Rand-Variation der Flügel der Mg.-Serie 31P-n1D auf der Sonne Dissertation
- Abriß der Astronomie. 2 Bände. BI Verlag Mannheim, 1969, 5. Auflage, Spektrum Verlag 1991, 6. Auflage, bearbeitet von Hermann-Josef Röser, Wiley/VCH 2012
- Outline of Astrononym. 2 Bände. 1974.
- Die Erweiterung des astronomischen Weltbildes in den letzten 50 Jahren. Vandenhoeck & Ruprecht, Göttingen (= Göttinger Universitätsreden. Heft 48).
- Das Universum – Planeten, Sterne, Galaxien, Reclam 1994
- Herausgeber (mit Karl Stumpff): Fischer Lexikon Astronomie, Fischer Taschenbuch, zuerst 1957
- Das kleine Buch vom Universum, Bechtermünz 1996